# Electronic Industries Alliance
EIA (англ. Electronic Industries Alliance) — Альянс отраслей электронной промышленности. Расположенная в США профессиональная организация, разрабатывающая электрические и функциональные стандарты с идентификатором RS (Recommended Standards).
До октября 1997 г. называлась Electronic Industries Association.

## Обозначение стандартов (RS или EIA)
Стандарты маркировались буквами RS (Recommended Standards), однако EIA официально заменил «RS» на «EIA/TIA» с целью облегчить идентификацию происхождения своих стандартов. Многие инженеры продолжают использовать старое обозначение.
Стандарты RS, как следует из названия, являются рекомендованными, то есть они никем не приняты.
Самый известный из её стандартов — RS-232-C.

## Галерея
- Определитель цветовой маркировки электроники от RMA, 1940-е годы
- Разъём SCART с маркировкой EIA, 2000-е годы